# إضراب الأسرى الفلسطينيين عن الطعام 1992
في خريف عام 1992، أضرب أسرى فلسطينيون في السجون الإسرائيلية عن الطعام على نطاقٍ واسع. توفي أسير فلسطيني نتيجة الإضراب عن الطعام، في حين استٌشهد عدة فلسطينيين وجُرح عدة مئات على يد قوات الاحتلال الإسرائيلية في المظاهرات الداعمة للأسرى.

## الخلفية
في أعقاب الانتفاضة الأولى، وهي موجة جماهيرية من الإضرابات والعصيان المدني في فلسطين احتجاجًا على الاحتلال الإسرائيلي من عام 1987 إلى عام 1991، اتخذت عملية السلام الإسرائيلية الفلسطينية خطوة مهمة إلى الأمام مع بداية مفاوضات اتفاقيات أوسلو. مثلت الانتخابات التشريعية الإسرائيلية التي جرت في يونيو/حزيران 1992 خطوة محتملة أخرى نحو تهدئة التوترات، حيث فاز حزب العمل الإسرائيلي الأكثر اعتدالاً بالانتخابات واستبدال الحكومة المتشددة بقيادة حزب الليكود. ومع ذلك، ظلت التوترات في الصراع الإسرائيلي الفلسطيني مرتفعة طوال عام 1992، مع وقوع عدد من الأحداث الهامة، مثل مقتل هيلينا راب، ومواجهة جامعة النجاح الوطنية عام 1992، وهجمات التل الفرنسي. وبحلول خريف عام 1992، بدا أن التقدم في مفاوضات اتفاقيات أوسلو قد تباطأ بشكل ملحوظ.

## الأحداث

### الإضراب عن الطعام
في 27 سبتمبر/أيلول 1992، أعلنت مجموعة من الأسرى الفلسطينيين أنهم سيبدأون إضراباً عن الطعام احتجاجاً على ظروف اعتقالهم. ومن بين شكاواهم طول المدة التي يقضونها في الحبس الانفرادي، والاحتجاز في زنزانات تحت الأرض، وعدم وجود ما يكفي من الحصص والرعاية الطبية، فضلاً عن حقوق الزيارة العائلية المحدودة للغاية. وسرعان ما انتشر الإضراب عن الطعام في جميع السجون الإسرائيلية، حيث شارك فيه ما يصل إلى 10 آلاف سجين فلسطيني.
اندلعت بعد ذلك موجة من الاحتجاجات والإضرابات في جميع أنحاء الضفة الغربية وقطاع غزة دعماً للمضربين عن الطعام، والتي تطورت في كثير من الأحيان إلى اشتباكات مع القوات الإسرائيلية، حيث حاول الجنود الإسرائيليون تفريق الاحتجاجات بالقوة وقام الفلسطينيون المحتجون بإلقاء الحجارة على الجنود. في الأول من أكتوبر/تشرين الأول، قُتل شاب فلسطيني برصاص القوات الإسرائيلية أثناء احتجاج. وفي اليوم التالي، قُتل بالرصاص شاب فلسطيني يبلغ من العمر 15 عامًا في الخليل بعد أن ألقى الحجارة على جنود إسرائيليين.
في 7 أكتوبر/تشرين الأول، أصيب أكثر من 90 فلسطينياً في مظاهرات الدعم، معظمهم نتيجة إصاباتهم بالرصاص المطاطي واستنشاق الغاز المسيل للدموع. أصيب إسرائيلي واحد بعد تعرضه للطعن في البلدة القديمة في القدس في ذلك اليوم. كما قامت مجموعة من طلبة جامعة بيرزيت بإضراب عن الطعام تضامناً مع الأسرى. في 10 أكتوبر، أصيب 62 فلسطينيًا برصاص القوات الإسرائيلية خلال الاحتجاجات. تم إطلاق النار على فلسطيني يبلغ من العمر 23 عامًا يدعى أميت أحمد حمايل في بلدة بيتا في نابلس، مما أدى إلى مقتله بعد أن ألقى الحجارة على دورية إسرائيلية.
وفي 11 أكتوبر/تشرين الأول، أعلن المفاوضون التوصل إلى اتفاق أولي لإنهاء الإضراب عن الطعام ومعالجة بعض مخاوف السجناء، وهو اتفاق يخضع لمراجعة من قبل لجنة حكومية إسرائيلية. وأنهى معظم الأسرى الفلسطينيين مشاركتهم في الإضراب عن الطعام مؤقتا، بعد مراجعة الاتفاق الأولي.

### استمرار الاحتجاجات
استمرت بعض الاحتجاجات في أنحاء فلسطين في الأيام التي أعقبت  انتهاء الإضراب عن الطعام مباشرةً. في 13 أكتوبر/تشرين الأول، قُتل فلسطينيان يبلغان من العمر 15 عامًا برصاص القوات الإسرائيلية في مخيم النصيرات للاجئين، وثالث في سلفيت، عندما اندلعت اشتباكات بين المتظاهرين والجيش الإسرائيلي. وعلى الرغم من الاتفاق، أفادت التقارير أن السجناء في سجن نفحة ما زالوا مضربين عن الطعام في ذلك اليوم.
وفي 14 تشرين الأول/أكتوبر، توفي الأسير حسين نمر أسعد (26 عاماً) في سجن شيكما إثر إصابته بأزمة قلبية نتيجة مشاركته في الإضراب عن الطعام. وفي اليوم نفسه، قُتل مراهق فلسطيني برصاص القوات الإسرائيلية بعد أن تطورت الاحتجاجات إلى اشتباكات، كما طعن فلسطينيون مزارعًا إسرائيليًا وقتلوه في برازون. وفي اليوم التالي لوفاة الأسد، شهدت الضفة الغربية إضرابًا عامًا لمدة يوم واحد. وفي 17 أكتوبر، أقيمت جنازته في منطقة جبل المكبر في القدس الشرقية. وتطورت الجنازة إلى مظاهرة وطنية شاركت فيها عدة فصائل فلسطينية متنافسة في إظهار للوحدة. ولم تتدخل القوات الإسرائيلية في الجنازة.

### تنفيذ مطالب الأسرى
وفي منتصف نوفمبر/تشرين الثاني، أعلن وزير الأمن الداخلي الإسرائيلي موشيه شاحال أن بعض مطالب السجناء سيتم تنفيذها. وشملت هذه الإجراءات زيادة مدة الزيارات العائلية من 30 إلى 45 دقيقة، والسماح للسجناء باقتناء أجهزة راديو وتلفزيون داخل زنازينهم، وإزالة الأسبستوس من أسقف الزنازين. كما سيتم إنهاء التفتيش الروتيني للسجناء. لكن شاحال أشار إلى أن المطالب المتعلقة بتقليص عدد السجناء في كل زنزانة، والسماح للسجناء بالاحتفال بالأعياد الوطنية الفلسطينية، لن يتم تنفيذها، كما لن يتم تنفيذ مطلب السماح للسجناء بتلقي الهدايا من عائلاتهم.

## ردود الفعل

### في فلسطين
صرح المتحدث باسم منظمة التحرير الفلسطينية، فيصل الحسيني، بأن «الناس في الشارع لا يزنون كل الكلمات الواعدة – إنهم يتطلعون إلى التغييرات الحقيقية. والتغييرات في السجون ليست للأفضل؛ بل في الواقع، هي للأسوأ، مع المزيد من الحبس الانفرادي والاستجوابات الأكثر وحشية».

### في إسرائيل
وزعمت الحكومة الإسرائيلية أن الإضراب عن الطعام لا علاقة له بالظروف في السجون الإسرائيلية، بل كان يهدف إلى الضغط على إسرائيل أثناء مفاوضات السلام. صرح وزير الأمن الداخلي موشيه شاحال بأنه يدرك أن «معظم العائلات لديها شخص كان أو لا يزال في السجن»، لكنه حذر من أن منظمي الإضراب عن الطعام «يحاولون تخريب عملية السلام باستخدام هذه القضية كذريعة». صرح رئيس وزراء إسرائيل إسحاق رابين بأنه أمر الجيش الإسرائيلي «بالتصرف بكل ما هو ممكن في إطار القانون لمنع الاضطرابات، سواء من خلال حظر التجول أو الإغلاق أو الأنشطة العسكرية»، وذكر أن «على الفلسطينيين أن يفهموا أن حل المشكلة يكمن حول طاولة المفاوضات وليس في شوارع وأزقة المدن ومخيمات اللاجئين في الأراضي الفلسطينية».

### دوليا
صرح رئيس لجنة الأمم المتحدة المعنية بممارسة الشعب الفلسطيني لحقوقه غير القابلة للتصرف كيبا بيران سيسي أن اللجنة «لفتت الانتباه مرارا وتكرارا إلى الظروف اللاإنسانية لاحتجاز الفلسطينيين في السجون الإسرائيلية، بما في ذلك الضرب والتعذيب أثناء الاستجواب، في انتهاك لاتفاقية جنيف المتعلقة بحماية المدنيين في وقت الحرب، والمعايير الدولية لحقوق الإنسان»، وأدان «رفض السلطات الإسرائيلية حتى الآن معالجة المظالم المشروعة للسجناء، ومعاملتهم كمشكلة أمنية، وليس كقضية حقوق إنسان» و«قمع المظاهرات الداعمة بالذخيرة الحية والرصاص المطاطي».

## التحليل
وبحسب الجزيرة في عام 2017، فإن إضراب عام 1992 «يعتبر أحد أنجح إضرابات الطعام في التاريخ الفلسطيني»، حيث قال إنه أدى إلى «إنجازات كبيرة، مثل إغلاق قسم العزل في سجن الرملة، ووقف عمليات التفتيش العاري، وزيادة وقت الزيارة العائلية، والسماح بإدخال ألواح الطهي إلى الزنازين».
في عام 1992، وصفت مجلة الإيكونوميست تعامل رابين مع الإضراب عن الطعام بأنه «أكثر حساسية» من تعامله مع الانتفاضة الأولى، التي دعا إلى قمعها «بالقوة والجبروت والضرب». إلا أن الإيكونوميست وصفت مفاوضات السلام الجارية بأنها «بطيئة بشكل مؤلم»، مشيرةً إلى أنها قد تتأثر بالانتخابات الرئاسية الأمريكية القادمة عام 1992. وقد عزا ديفيد لاندو من وكالة الأنباء اليهودية، إضراب هانغر والارتفاع العام في التوترات إلى «الشعور بالإحباط بسبب الافتقار إلى التقدم في الجولة الأولى من محادثات السلام الإسرائيلية الفلسطينية في واشنطن منذ تولي حكومة رابين السلطة».
في أعقاب وفاة زعيم حماس يحيى السنوار في عام 2024، أثناء حرب غزة، ادعى الشيوعي اللبناني نبيه عواضة، الذي كان مسجونًا في نفس السجن مع السنوار في أوائل التسعينيات، أن السنوار لعب دورًا رئيسيًا في تنظيم الإضراب عن الطعام.

## العواقب
ظلت التوترات في الصراع الإسرائيلي الفلسطيني مرتفعة حتى أواخر عام 1992، على الرغم من مفاوضات السلام الجارية. في الفترة ما بين 12 و18 أكتوبر/تشرين الأول، قُتل ثلاثة إسرائيليين على يد مسلحين فلسطينيين، كما قُتل ثمانية فلسطينيين على يد القوات الإسرائيلية، وقُتل أربعة فلسطينيين للاشتباه في تعاونهم مع مسلحين فلسطينيين، وهو الأسبوع الأكثر دموية منذ بدء ولاية رابين كرئيس للوزراء في يونيو/حزيران. في 25 أكتوبر/تشرين الأول، قُتل الرقيب الإسرائيلي شموئيل غيرش خارج الحرم الإبراهيمي في هجوم كتائب الشهيد عز الدين القسام. وفي رد فعل على ذلك، نظم عدة مئات من المستوطنين الإسرائيليين في القدس مظاهرة واشتبكوا مع الشرطة الإسرائيلية بعد محاولتها اقتحام الفندق الذي كان رابين يستقبل فيه رئيس الوزراء البرتغالي الزائر. وفي اليوم نفسه، اندلعت احتجاجات كبيرة عند نقطة تفتيش إسرائيلية في قطاع غزة، حيث احتج سكان غزة الذين يعملون في إسرائيل على طول الوقت الذي يستغرقه عبور نقطة التفتيش.
في عام 1993، تم توقيع اتفاقية أوسلو الأولى بين رئيس منظمة التحرير الفلسطينية ياسر عرفات ورئيس الوزراء الإسرائيلي إسحاق رابين. مع استمرار مفاوضات اتفاقيات أوسلو خلال منتصف تسعينيات القرن العشرين، حدثت إضرابات أخرى كبيرة عن الطعام من قبل الفلسطينيين المحتجزين لدى إسرائيل في عام 1995، وهو إضراب السجناء الفلسطينيين عن الطعام عام 1995، للمطالبة بالإفراج عن جميع المعتقلين الفلسطينيين.